# Ладина (Вологодская область)
Ладина — деревня в Вытегорском районе Вологодской области.
Входит в состав Андомского сельского поселения, с точки зрения административно-территориального деления — в Андомский сельсовет.
Расположена на правом берегу реки Андома. Расстояние по автодороге до районного центра Вытегры — 35,5 км, до центра муниципального образования села Андомский Погост — 3,5 км. Ближайшие населённые пункты — Березина, Гуляево, Коровкино, Кюрзино, Митрово, Михалево, Сергеево.
По переписи 2002 года население — 11 человек.